# NGC 7172
NGC 7172 este o galaxie seyfert de tip 2⁠(d) situată în constelația Peștele Austral. A fost descoperită în 23 septembrie 1834 de către John Herschel. Se află la o distanță de 37,2 de megaparseci de Pământ.